# Sporacetigenium
Sporacetigenium è un genere di batterio appartenente alla famiglia delle Clostridiaceae.